# Lieinix

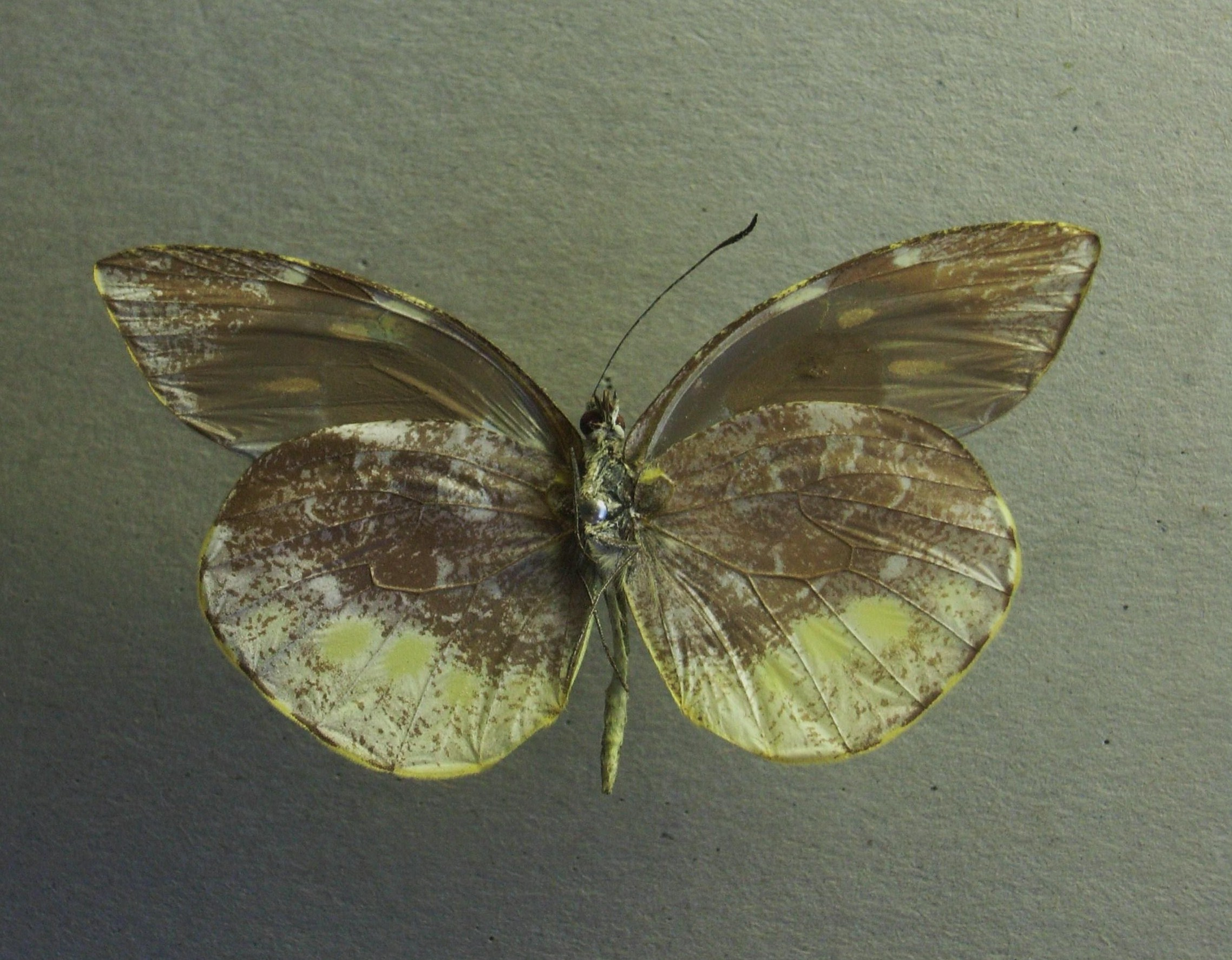
Lieinix nemesis (снизу)

Lieinix (лат.) — род чешуекрылых из семейства белянок и подсемейства Dismorphiinae. В мировой фауне 6 видов.

## Описание
Бабочки с крыльями жёлтого и серо-бурого цвета.

## Распространение
Неотропическая группа, характерная для Северной, Центральной и Южной Америки. Встречаются в таких странах как Мексика, Бразилия, Сальвадор, Эквадор, Венесуэла, Перу, Гватемала, Панама, Коста-Рика.

## Систематика
В состав рода входят шесть видов:
- Lieinix christa (Reissinger, 1970) — Южная Америка
- Lieinix cinerascens (Salvin, 1871) — Коста-Рика, Панама
- Lieinix lala (Godman & Salvin, 1889) — Центральная Америка, Мексика
- Lieinix neblina J. & R. G. Maza, 1984 — Мексика
- Lieinix nemesis (Latreille, 1813) — от Мексики до Эквадора
- Lieinix viridifascia (Butler, 1872) — Коста-Рика